# Эли Бард
Эли Бард (англ. Eli Bard, родился под именем Элифас (англ. Eliphas) — вымышленный персонаж, суперзлодей комиксов из вселенной Marvel Comics. Член Очистителей и враг Людей Икс.

## Вымышленная биография
Предыстория Эли Барда была рассказана, через воспоминания, Тропой Войны остальной части Силы Икс в X-Force #11 (2009). Варпатч получил это знание через видение с помощью Призрачного гонщика.
Эли Бард родился под именем Элифас в период расцвета Римской Империи. Он был признан выдающимся солдатом, пока рана, полученная из-за копья, не закончила его военную карьеру. Некоторое время он безуспешно работал поэтом, пока он не встретил Аурелию, одну из самых из самых влиятельных женщин в Риме. Вскоре он женился на ней и достиг позиции в Сенате. Как хорошо уважаемый сенатор, он был известен как великий оратор и друг армии. Его жена бросила его ради генерала, названного Маскиусом, и тайно сговорились отдать Маскиусу его место в Сенате.
Оставленный ни с чем, Элифас приблизился к Селене, которая предложила ему бессмертие в обмен на помощь ей убить и поглотить каждую душу в Риме. Элифас нарисовал пентаграммы и выполнил ритуалы в нескольких местах города, но предупредил маленькую девочку вывести её семью. Отец девочки предупредил власти, и Элифас, и Селена были захвачены до того, как заклинание может быть выполнено. непосредственно перед тем, как они были сожжены на костре, Селена убила охранников. Она прокляла Элифаса за его воспринятое предательство на вечную жизнь пыток, превратив его в подобное вампиру существо. Элифас был заживо похоронен в течение 700 лет, пока фермер не обнаружил его на своем поле. Элифас убил фермера быстрым укусом в яремную вену. Он провел следующие несколько сотен лет в поисках Селены. Он столкнулся с наследником племени Апачей Тропой Войны. Они признали его вампиром, но не смогли помешать ему истребить почти все племя.
Элифас, имеющий какой-то период времени, чтобы изменить имя на «Эли Барда», наконец определил местонахождение Селены в Нове Роме, где ей поклонялись как божеству. Всё ещё любя её, несмотря на проклятия, Бард понял, что он должен сделать ей подношение прежде, чем приблизиться к ней.
Бард позже присоединился к Очистителям, террористической антимутантской группе. В это время, он усердно трудился к дальнейшим целям очистителей. Тайно, однако, он надеялся пожертвовать тысячами душ Очистителей, используя тот же самый ритуал из Рима, чтобы получить внимание Селены. Он помог в восстановлении Бастиона, но андроид с подозрением относился к нему, поскольку у него не было отчета о нем. После видения, что Бастион повторно перепрограммирует потомка Магуса, он изменил свой план и вместо этого возвратил к жизни трупы в местах погребения племени Апачей, которое он опустошил несколькими десятилетиями ранее, используя вирус трансспособа Технархов, который он поглотил от потомка Магуса. Среди возвращенных к жизни были мутанты, Калибан и Буревестник. Он представил Калибана Селене и заявил, что намерен использовать способности Калибана, чтобы разыскать умерших мутантов и возвратить их к жизни, чтобы сформировать армию для Селены, предложение, которое она приняла.
Эли Бард показан с Калибаном и Губителем на могиле Дага Рамси в X-Force #18 (2009).
Он использует вирус, чтобы воскресить множество мутантов, включая Шифра, Банши, оригинальных Геллионов, Угрозу, Пиро и Судьбу.
В X-Force #21, планы Селены достигают кульминации, когда Бард использует вирус, чтобы воскресить все умершее мутантское население Геноши.
Когда Бард вернулся к местам погребения племени Праудстара, чтобы воскресить Калибана и Буревестника, духи племени поднялись, чтобы защитить тех, кто похоронен там. Бард напал на них с мистических ножом Селены, преобразовав их в Медведя-Демона. После бегства из сражения, Бард оставляет лезвие, не подозревая, что это сыграло решающую роль в планах Селены. Он затем послан на Утопию, чтобы восстановить его, взяв в заложники Тропу Войны в процессе. Когда он возвращается к Селене с лезвием и заложником, Селена убивает его, нанося удар в сердце лезвием, уменьшая его до костей.

## Силы и способности
Благодаря мистическому проклятию Селены, Эли Бард стал бессмертным подобным вампиру существом. В отличие от физического вампиризма Селены, Бард, кажется, более традиционный в разнообразии кровососания. Также, он увеличил скорость и силу, и его трудно (если не невозможно) убить. Бард также имеет ограниченные познания в магии. Он также продемонстрировал смертельные навыки в рукопашном бою, сумев пересилить и почти убить Икс-23.
Бард был также изменен на молекулярном уровне техно-органическим вирусом, взятым от порождения Технархов под контроль Очистителей. Вирус дает ему способность управлять теми, кого он воскрешает. Вирус имеет потенциал, чтобы обеспечить маскировкой и другими сверхчеловеческими способностями.